# گئورگه بنتسا
گئورگه بنتسا (انگلیسی: Gheorghe Benția; ۱ ژوئیهٔ ۱۸۹۷ – ۱ سپتامبر ۱۹۷۵ (aged 78)) ورزشکار راگبی اهل رومانی بود.
وی در مسابقات کشوری و بین‌المللی در مجموع برندهٔ ۱ مدال برنز شده‌است.